# E714

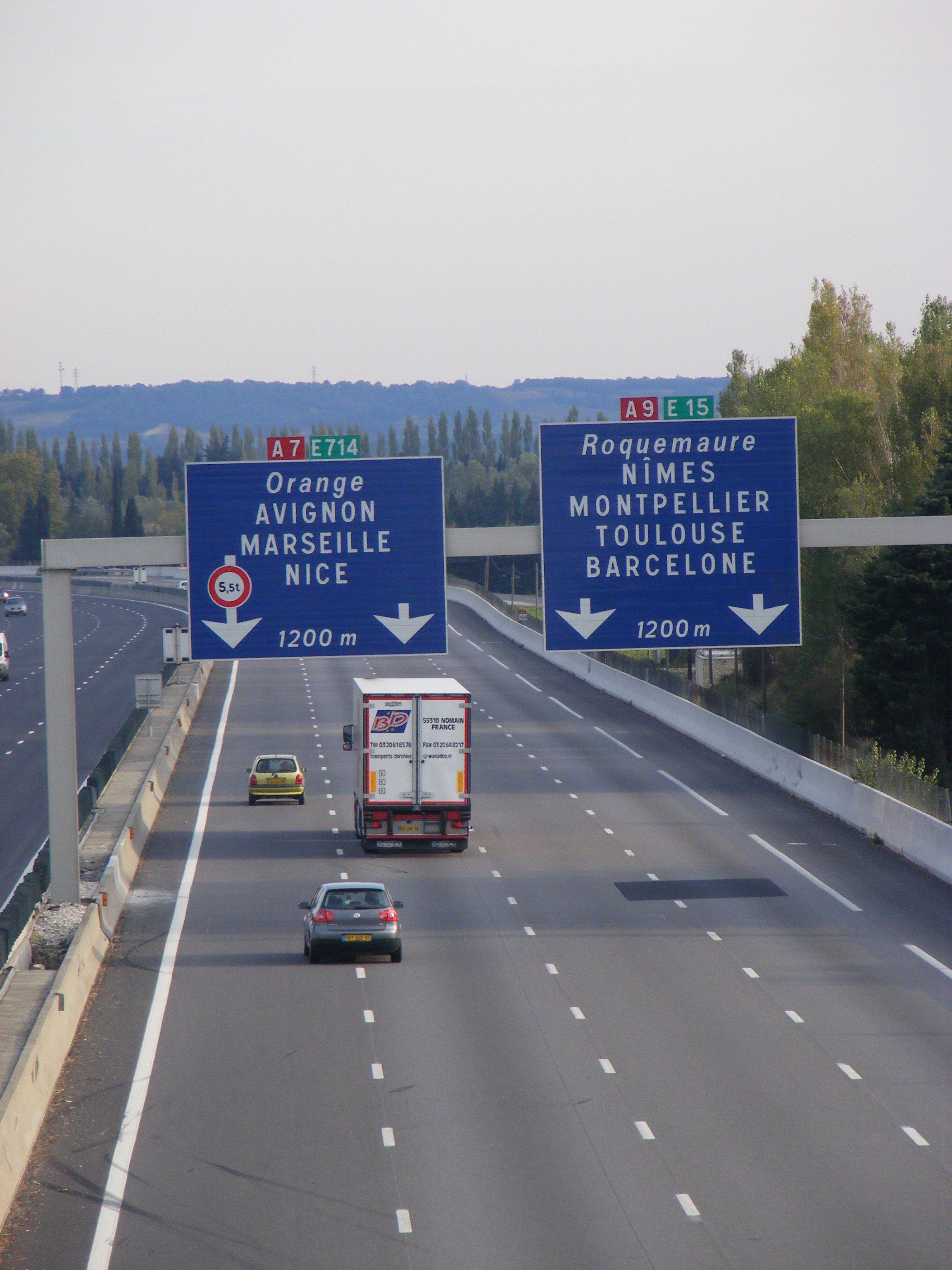

E714 eller Europaväg 714 är en europaväg som går mellan Orange och Marseille i Frankrike. Längden är knappt 120 km.

## Sträckning
Orange - Salon-de-Provence - Marseille

## Standard
Vägen är motorväg hela sträckan, A7 (motorväg, Frankrike).

## Anslutningar till andra europavägar
- E15
- E80
- E712